# Fred Rogers
Fred McFeely Rogers (Latrobe, 20 marzo 1928 – Pittsburgh, 27 febbraio 2003) è stato un pastore protestante e personaggio televisivo statunitense.
Rogers è celebre per aver creato, presentato e composto la sigla della serie televisiva educativa destinata ai bambini di fascia prescolare Mister Rogers' Neighborhood ("Il quartiere del Signor Rogers", 1968-2001), di cui era protagonista con la sua cordiale, gentile, pacata personalità, nonché franchezza verso il pubblico.
Inizialmente istruito come ministro di culto presbiteriano, Rogers era dispiaciuto del modo in cui la televisione si rivolgeva ai bambini e si sforzò di cambiarlo quando iniziò a scrivere per ed a rappresentare, a livello locale, nell'area di Pittsburgh, spettacoli dedicati alla gioventù. La rete televisiva WQED (la prima televisione finanziata dalla comunità negli Stati Uniti) sviluppò uno spettacolo proprio nel 1968 e lo distribuì in tutta la nazione attraverso la Eastern Educational Television Network (rete televisiva educativa degli Stati Uniti orientali).
Per oltre tre decenni alla televisione, Fred Rogers divenne un'icona del divertimento e dell'educazione dei bambini americani. Egli fu anche noto per le sue campagne a favore di varie cause di pubblico interesse. La sua testimonianza in un tribunale a favore dell'uso corretto di registrazioni di spettacoli televisivi da ritrasmettere in un secondo tempo (nota ora come time shifting o differita) fu citata in una sentenza della Corte Suprema Statunitense nel caso Betamax (Sony Corp. of America contro Universal City Studios, Inc.). Inoltre rese l'ormai famosa testimonianza al comitato del Senato degli USA, sollecitando finanziamenti governativi a favore della televisione per l'infanzia.
Rogers ricevette la Presidential Medal of Freedom (medaglia presidenziale della libertà), circa quaranta lauree honoris causa, e il Peabody Award (che premia le eccellenze nelle trasmissioni radiofoniche e televisive). Fu inserito nel Television Hall of Fame, ebbe riconoscimenti da due risoluzioni del Congresso e si collocò al 35º posto fra le 50 più grandi star di tutti i tempi nella classifica della TV Guide (rivista bisettimanale dedicata ai programmi televisivi) Molti edifici ed opere d'arte in Pennsylvania sono consacrati al suo ricordo e la Smithsonian Institution (gruppo di musei e centri di ricerca fondato nel 1846) espone uno dei suoi maglioni di marca come un "Tesoro della Storia Americana". Il 25 giugno del 2016, una targa storica chiamata Fred Rogers Historical Marker fu collocata vicino a Latrobe, nello Stato della Pennsylvania, e fu intitolata e dedicata alla sua memoria.

## Biografia

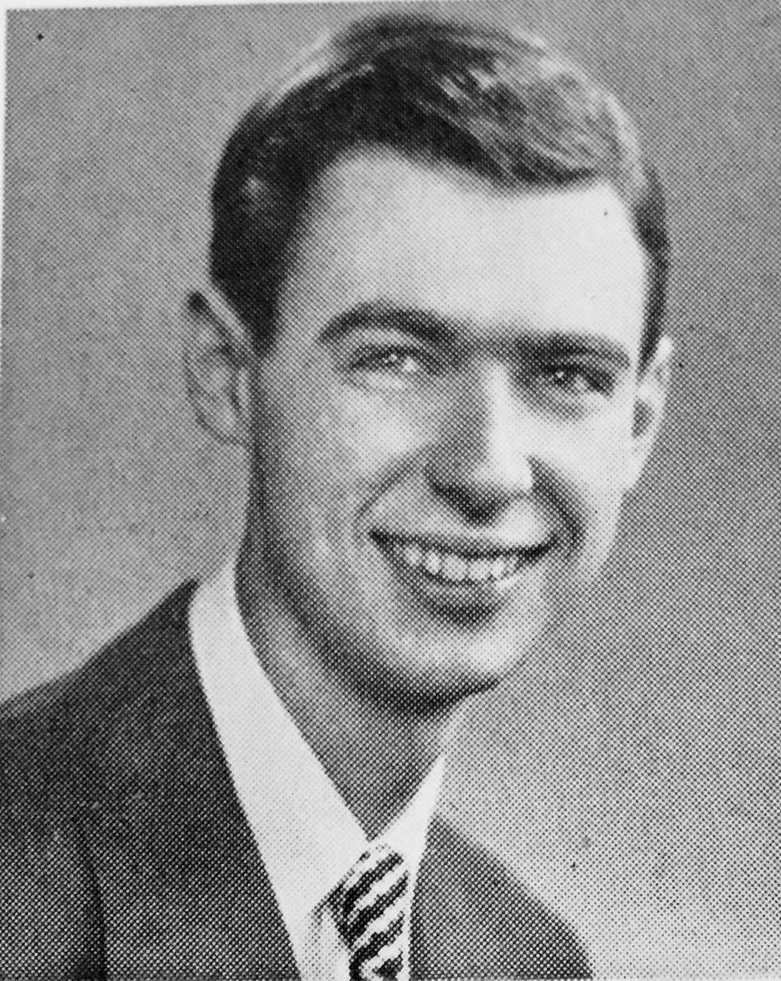
Un giovane Rogers nel 1946

Rogers nacque a Latrobe, Pennsylvania, 40 miglia (65 km) a sudest di Pittsburgh. I suoi genitori si chiamavano James e Nancy Rogers. Aveva una sorella di nome Elaine. Fin da piccolo, trascorreva molto del suo tempo libero con il nonno materno, Fred McFeely, il quale s'interessava di musica. Spesso cantava accompagnato dalla madre al pianoforte, che egli stesso iniziò a suonare a cinque anni.
Rogers si diplomò alla Scuola Superiore di Latrobe (1946). Studiò al Dartmouth College (1946-48), poi passò al Rollins College (la più antica università della Florida, fondata dalle chiese congregazionaliste ma indipendente da qualsiasi denominazione) a Winter Park, Florida, dove prese la laurea triennale in Composizione musicale nel 1951. Rogers fu anche addestrato come pilota dell'aviazione generale.
Al Rollins College, incontrò Sara Joanne Byrd, nativa di Oakland, Florida. Si sposarono il 9 giugno del 1952. Ebbero due figli: James (nel 1959) e John (nel 1961). Nel 1963, Rogers si laureò presso la facoltà di teologia di Pittsburgh (Pittsburgh Theological Seminary) e ricevette l'ordinazione come ministro della United Presbyterian Church in the U.S.A (denominazione presbiteriana diffusa in tutti i 50 stati ma soprattutto in Pennsylvania ed Ohio)
Rogers ebbe un appartamento a New York City ed una casa per le vacanze estive sull'isola Nantucket nel Massachusetts. Rogers, daltonico rispetto ai colori rosso e verde, nuotava ogni mattina e non fumò mai né bevve alcolici. Era un vegetariano per ragioni etiche, affermando "Non voglio mangiare nulla che abbia una madre." Nonostante voci ricorrenti, non svolse mai il servizio militare.
Il suo ufficio al WQED Pittsburgh era celebre per non avere una scrivania ma solo un divano e poltrone perché Rogers riteneva che una scrivania fosse "troppo simile ad una barriera".

## Carriera televisiva

### L'opera iniziale

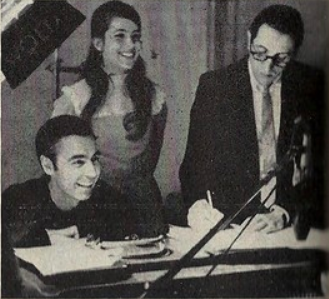
Rogers registra una puntata con i suoi collaboratori

Fred Rogers sperimentò una svolta nella propria vita quando vide per la prima volta la televisione a casa dei suoi genitori. Egli entrò nella facoltà teologica dopo l'università; ma, dopo la sua prima esperienza come spettatore volle esplorare il potenziale di tale mezzo di comunicazione. In un'intervista con la CNN anni dopo, Rogers affermò: "Andai alla televisione perché la odiavo così tanto e pensavo che vi fosse qualche modo per usare questo favoloso strumento per curarsi di quelli che guardavano ed ascoltavano."
Così fece domanda per un posto alla NBC (la più antica rete televisiva statunitense) a New York nel 1951 e poi si occupò di programmi musicali, ivi compresi Your Hit Parade (programma del sabato sera in cui venivano fatte ascoltare le migliori canzoni della settimana), The Kate Smith Hour (programma musicale condotto dalla cantante Kate Smith) e The Voice of Firestone (programma dedicato alla musica classica). Lavorò anche per lo spettacolo per bambini di Gabby Hayes (popolare attore di film western). Infine, Rogers decise che lo spazio dato dalla televisione commerciale alla pubblicità ed alle tecniche di promozione delle vendite di prodotti e servizi minava la sua capacità di educare o arricchire il pubblico dei giovani, cosicché lasciò la NBC.
Nel 1954, iniziò a lavorare alla WQED, una stazione della televisione pubblica, come burattinaio in uno spettacolo locale per bambini (The Children's Corner, L'angolo dei bambini). Per i successivi sette anni, lavorò con la conduttrice Josie Carey in diretta televisiva, senza copione, sviluppando molte delle marionette, dei personaggi e della musica utilizzati nel suo successivo lavoro, come Re Venerdì XIII ed il curioso X il Gufo.
Rogers iniziò a calzare le sue scarpe da ginnastica ritenendole più silenziose delle sue scarpe da lavoro mentre girava dietro il set. Egli era anche la voce di King Friday XIII (Re Venerdì XIII) e di Queen Sara Saturday (Regina Sara Sabato, così chiamata in onore della moglie Sara), padroni del quartiere, così come di X the Owl (X il Gufo), Henrietta Pussycat (Gattina Enrichetta), Daniel Striped Tiger (Daniele tigrotto striato), Lady Elaine Fairchilde (Lady Elaine Bellabimba), e Larry Horse (Larry Cavallo). Lo spettacolo vinse un Sylvania Award (prestigioso premio conferito dalla Sylvania Electric Products dal 1951 al 1959) per il migliore spettacolo per bambini e fu presto trasmesso in tutta la nazione dalla NBC.
Durante gli intervalli, Rogers era solito lasciare gli studi della WQED durante la pausa pranzo per studiare teologia nella vicina facoltà teologica (Pittsburgh Theological Seminary). Rogers, tuttavia, non era interessato a predicare; e dopo la sua ordinazione, fu specificamente incaricato di continuare il suo lavoro con la televisione per l'infanzia. Diede anche il suo contributo al programma per lo sviluppo e la cura dell'infanzia dell'Università di Pittsburgh.
Nel 1963, Rogers si trasferì a Toronto, dove firmò un contratto con la Canadian Broadcasting Corporation (CBC, rete televisiva pubblica canadese appartenente alla Corona inglese) per sviluppare il suo debutto di fronte alla telecamera costituito dal programma per bambini di 15 minuti Misterogers, che, nonostante la sua popolarità fra i piccoli, fu trasmesso soltanto per tre stagioni. Molti degli elementi del set —il Tram, la Torre Eiffel, l''albero' ed il 'castello'—furono creati da disegnatori della CBC. Mentre era in Canada, Rogers portò il suo amico e il suo "understudy" (sostituto) Ernie Coombs, che avrebbe proseguito creando Mr. Dressup, uno spettacolo per bambini di grande successo, trasmesso per anni in Canada (dal 1967 al 1996), e simile, sotto molti aspetti, a Mister Rogers' Neighborhood. Mr. Dressup usava anche alcune delle canzoni che sarebbero comparse nel programma successivo di Rogers. I due furono protagonisti di Butternut Square (serie televisiva per bambini) trasmessa dalla CBC TV fra il 19 ottobre 1964 ed il 10 febbraio 1967.
Nel 1966, Rogers acquistò i diritti sul suo programma dalla CBC e trasferì lo spettacolo alla WQED di Pittsburgh, dove si era occupato del The Children's Corner (L'angolo dei bambini). Sviluppò il nuovo spettacolo per la Rete educativa degli Stati Uniti orientali (Eastern Educational Network). Le emittenti che trasmettevano il programma erano limitate ma includevano emittenti educative di Boston, Washington, D.C., e della città di New York.
Dopo essere ritornato a Pittsburgh, Rogers frequentò la Sesta Chiesa Presbiteriana (detta sesta perché storicamente aperta in città dopo altre cinque), situata nel quartiere di Squirrel Hill.
La distribuzione di Mister Rogers' Neighborhood ebbe inizio il 19 febbraio del 1968. L'anno dopo, lo spettacolo passò alla PBS (Public Broadcasting Service, la più importante rete televisiva educativa no profit). Nel 1971, Rogers formò la Family Communications, Inc. (FCI), e la società stabilì la sua sede nell'edificio della WQED a Pittsburgh. Inizialmente, la società serviva soltanto come braccio produttivo del Mister Rogers' Neighborhood, ma ora sviluppa e produce una serie di programmi e materiali educativi per l'infanzia.

### Mister Rogers' Neighborhood

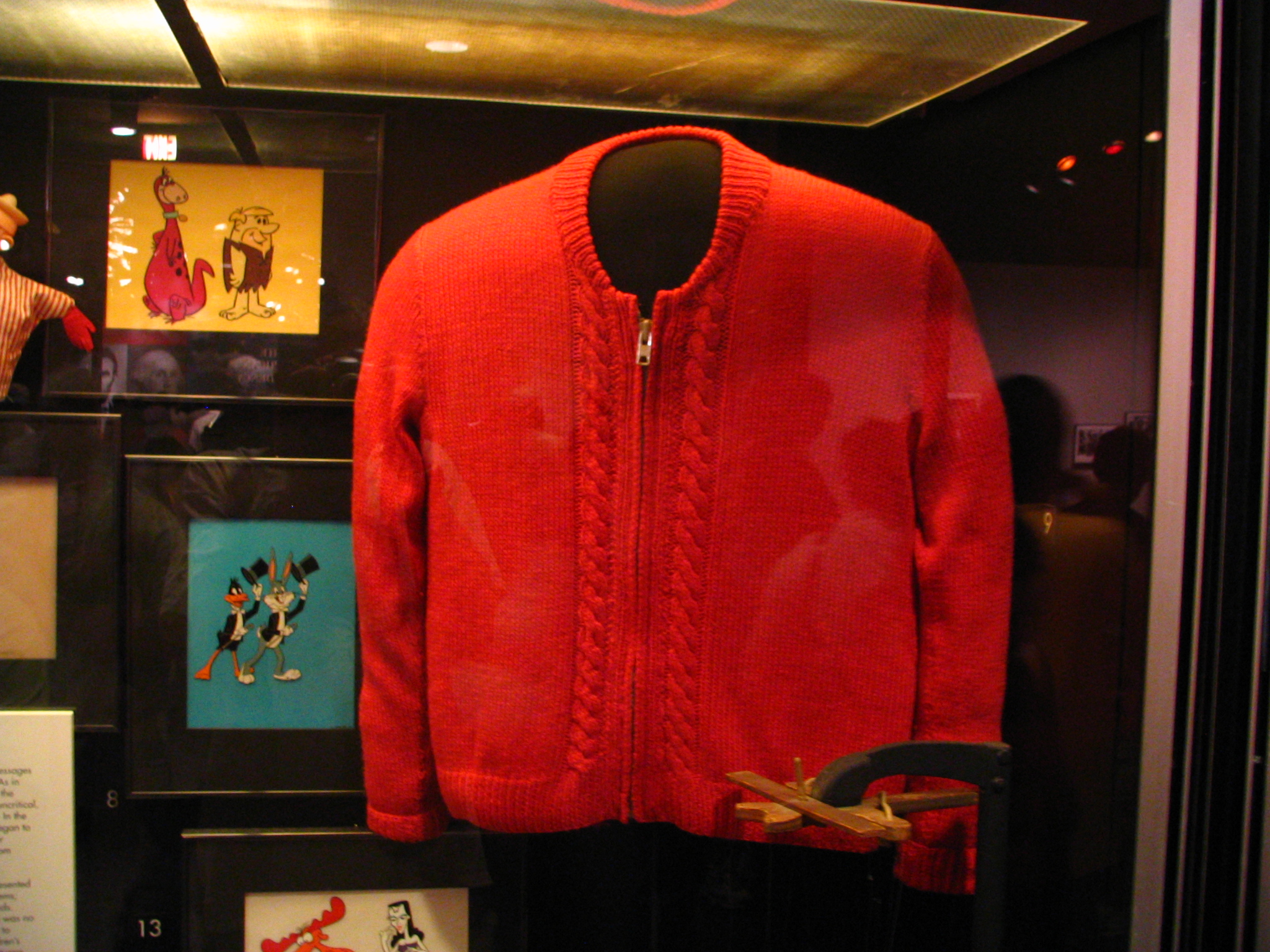
Un maglione indossato da Rogers, in mostra nel Museo di Storia Americana della Smithsonian Institution.

Mister Rogers' Neighborhood incominciò ad essere mandato in onda il 19 febbraio 1968 e vi furono 895 episodi; l'ultimo gruppo di nuovi episodi fu registrato a dicembre del 2000 ed iniziò ad essere mandato in onda il 31 agosto 2001. Al suo culmine, nel 1985, l'8% delle famiglie americane si sintonizzarono sullo spettacolo.
- Ogni episodio iniziava allo stesso modo: si vedeva il Signor Rogers tornare a casa, cantando la canzone della sigla Won't You Be My Neighbor? (Non vorresti essere mio vicino?), e cambiarsi per indossare le scarpe da ginnastica ed un maglione di cardigan con la cerniera lampo (egli affermò in un'intervista per la Emmy TV che tutti i suoi maglioni erano fatti a mano da sua madre).[23]
- In un episodio tipico, Rogers poteva avere una conversazione seria con i propri telespettatori, interagire con ospiti dal vivo, fare un'escursione in posti come una panetteria o un negozio di dischi o guardare un breve film.
- Tipici argomenti dei video includevano dimostrazioni di come funzionano oggetti meccanici, come bulldozer, o di come sono fabbricati, ad esempio i gessetti colorati.
- Ogni episodio includeva una gita al "Neighborhood of Make-Believe" di Rogers (l'immaginario quartiere di marionette da lui creato), in cui compariva un tram con la sua sigla coi companelli, un castello ed i cittadini del regno, fra i quali Re Venerdì 13 (King Friday XIII). Gli argomenti discussi in Neighborhood of Make-Believe spesso consentivano ulteriori sviluppi di temi discussi nel "reale" quartiere di Rogers.
- Rogers dava spesso il mangime ai suoi pesciolini durante gli episodi. Si chiamavano originariamente Fennel e Frieda.
- Tipicamente, ogni episodio esplorava un argomento importante, come andare a scuola per la prima volta.
- Originariamente, la maggior parte degli episodi terminava con una canzone intitolata "Tomorrow" (domani), e gli episodi del venerdì facevano riferimento alla settimana successiva con una versione adattata della canzone "It's Such a Good Feeling" (È una così bella sensazione). Nelle stagioni successive, tutti gli episodi terminarono con "Feeling".

Dal punto di vista visivo, la presentazione dello spettacolo era molto semplice e non vi era l'animazione o la frenesia di altri spettacoli per l'infanzia, che Rogers considerava come "bombardamento". Rogers credeva inoltre nel non impersonare un ruolo diverso durante le riprese rispetto a quello che era lui stesso a telecamere spente, sostenendo che: "Uno dei più grandi doni che puoi dare agli altri è il dono sincero di te stesso. Inoltre io credo che i bambini possano individuare una persona falsa ad un chilometro di distanza." Rogers compose quasi tutta la musica del programma. Voleva insegnare ai bambini ad amare se stessi e gli altri ed affrontò comuni paure infantili con canzoni e sketch di conforto. Per esempio, una delle sue famose canzoni spiega come un bimbo non possa essere spinto giù nel tubo di scarico della vasca da bagno perché non ci entra. Una volta fece anche una visita all'Ospedale per l'infanzia di Pittsburgh (con 296 letti) per mostrare ai bambini che l'ospedale non è un luogo da temere. Durante la Guerra del Golfo (1990-91), egli rassicurò i suoi telespettatori che tutti i bambini nel quartiere sarebbero stati ben curati e chiese ai genitori di promettere di prendersi cura dei loro bambini. Il messaggio fu trasmesso nuovamente dalla PBS durante il circo mediatico che precedette l'invasione dell'Iraq nel 2003.
Il film drammatico del 2019 Un amico straordinario (A Beautiful Day in the Neighborhood) ritrae Rogers e il suo spettacolo televisivo, con Tom Hanks nel ruolo di Rogers.

### Altre attività televisive
Nel 1994, Rogers creò un altro speciale una tantum per la PBS chiamato Fred Rogers' Heroes (gli eroi di Fred Rogers) che consisteva in ritratti documentari di quattro persone vere la cui opera contribuì a rendere migliori le società in cui vivevano. Rogers, questa volta insolitamente abbigliato in giacca e cravatta, condusse programmi contenitori che non utilizzavano il set di "Neighborhood".
Per una volta, Rogers produsse speciali per genitori come precursori del tema della settimana a Neighborhood, speciali chiamati "Mister Rogers parla con i genitori di [tema]". Rogers non condusse quegli speciali ma, al contrario, invitò, nuovi presentatori, come Joan Lunden (che conduceva lo speciale sul conflitto), ad assumere i doveri di maestri di cerimonia di fronte ad un pubblico di genitori mentre Rogers rispondeva alle loro domande. Questi speciali venivano fatti per preparare i genitori alle domande che i loro figli avrebbero potuto porre loro dopo aver visto gli episodi sull'argomento della settimana.
L'unica volta che Rogers apparve in televisione come un personaggio diverso da sé stesso fu nel 1996 quando recitò la parte del predicatore in un episodio di La Signora del West.
A metà degli anni ottanta, la catena di fast food Burger King fece una satira dell'immagine di Rogers con un attore chiamato "Mister Rodney", il quale imitava il personaggio televisivo di Rogers. Rogers ritenne la trovata del fast food come foriera di confusione per i bambini e convocò una conferenza stampa nella quale chiarì la sua estraneità all'uso da parte della società del suo personaggio o di imitazioni (Rogers non fece mai sponsor durante tutta la sua carriera, sebbene, nel corso degli anni, promosse iniziative di numerose organizzazioni no profit con finalità educative). La catena si scusò pubblicamente per la gaffe e ritirò gli spot. Al contrario, Fred Rogers trovò la parodia del suo spettacolo da parte di Eddie Murphy al Saturday Night Live (programma di comiche e varietà), "Mister Robinson's Neighborhood," divertente ed affettuosa; la parodia venne anche inizialmente trasmessa ad un'ora notturna in cui il suo pubblico di bambini molto probabilmente non l'avrebbe vista.
Rogers diede la voce a se stesso in "Arthur Meets Mister Rogers" (Artur incontra il Signor Rogers) parte della serie di cartoni animati per bambini della PBS Arthur. (Artur è il nome del protagonista, un oritteropo antropomorfico)
Nel 1998 Rogers comparve in un episodio di Candid Camera come vittima di uno degli scherzi dello spettacolo. Fu l'unico a prendere lo scherzo con molto umorismo, anziché arrabbiarsi come le altre vittime.

### I premi Emmy per la programmazione
Mister Rogers' Neighborhood vinse quattro premi Emmy (corrispondenti all'Oscar nel settore televisivo) e a Rogers stesso fu conferito il premio "a Lifetime Achievement Award" alla cerimonia del 1997 di premiazione dei migliori programmi in orari diurni, come descritto da Tom Junod (premiato giornalista) dell'Esquire (rivista per pubblico maschile fondata nel 1933):
And then he lifted his wrist, looked at the audience, looked at his watch, and said, "I'll watch the time." There was, at first, a small whoop from the crowd, a giddy, strangled hiccup of laughter, as people realized that he wasn't kidding, that Mister Rogers was not some convenient eunuch, but rather a man, an authority figure who actually expected them to do what he asked. And so they did. One second, two seconds, three seconds—and now the jaws clenched, and the bosoms heaved, and the mascara ran, and the tears fell upon the beglittered gathering like rain leaking down a crystal chandelier. And Mister Rogers finally looked up from his watch and said softly "May God be with you," to all his vanquished children.»

## Altre opere
Rogers scrisse molte delle canzoni che furono usate nel suo programma televisivo e più di 36 libri, inclusi:
- 8 titoli della serie New Experiences (Nuove Esperienze):
  - Moving (Muoversi)
  - Going to the Doctor (Andare dal medico)
  - Going to the Hospital (Andare all'Ospedale)
  - Going to Day Care (Andare all'ambulatorio)
  - Going to the Potty (Usare il vasino)
  - Making Friends (Farsi amici)
  - The New Baby (Il nuovo bebé)
  - When a Pet Dies (Quando muore il proprio animaletto, 1998)
- The World According to Mister Rogers: Important Things to Remember (Il mondo secondo il Signor Rogers: cose importanti da ricordare, 2003)

## Iniziative promosse

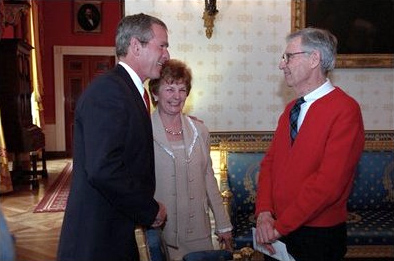
Rogers incontra nel 2002 il Presidente George W. Bush.

### Finanziamento della PBS
Nel 1969, Rogers apparve di fronte al Sottocomitato per le comunicazioni del Senato degli Stati Uniti. Il suo obiettivo era ottenere fondi per la PBS e la Corporation for Public Broadcasting (ente pubblico fondato nel 1967 per sostenere i programmi televisivi di pubblica utilità), in risposta alla proposta di tagli significativi. In circa sei minuti di testimonianza, Rogers parlò dell'esigenza di educazione sociale ed emozionale che la televisione pubblica soddisfaceva. Sostenne con passione che programmi televisivi alternativi come il suo Neighborhood aiutavano ad incoraggiare i bambini a diventare cittadini felici e produttivi, talvolta opponendosi a messaggi meno positivi dei mezzi d'informazione e della cultura popolare. Egli recitò addirittura il testo di una delle sue canzoni.
Il presidente del sottocomitato, John O. Pastore, nulla sapeva del lavoro di Rogers e talvolta era descritto come impaziente. Tuttavia, egli riferì che la testimonianza gli aveva fatto venire la pelle d'oca, e dichiarò: "Lo trovo meraviglioso. Sembrerebbe che tu abbia ottenuto i 20 milioni di dollari." Il conseguente stanziamento del Congresso, per il 1971, aumentò i fondi della PBS da 9 a 22 milioni di dollari.

### I videoregistratori
Durante la controversia riguardante l'introduzione del videoregistratore domestico, Rogers fu citato in giudizio dai produttori di videoregistratori. Nella sua testimonianza resa nel 1979 nel caso Sony Corp. of America v. Universal City Studios, Inc., rilevò di non avere obiezioni alla registrazione domestica dei suoi programmi televisivi, per esempio, da parte di famiglie per poterli guardare insieme più tardi. Questa deposizione contraddiceva le opinioni di altri operatori del settore televisivo che erano contrari alle registrazioni domestiche oppure ritenevano che gli apparecchi che le consentivano andassero tassati o regolamentati.

Quando il caso raggiunse la Corte Suprema nel 1983, la sentenza della maggioranza prese in considerazione la testimonianza di Rogers nel ritenere che il videoregistratore Betamax non violasse il copyright. La Corte affermò che le opinioni di Rogers erano la prova "che molti produttori (televisivi) sono disposti a permettere la prosecuzione di una specie di televisione in differita privata" e giunse a citare la sua testimonianza in una nota a piè di pagina:

## Decesso e commemorazioni
Nel dicembre del 2002, a Rogers venne diagnosticato un cancro allo stomaco, non molto tempo dopo il suo pensionamento. Fu operato il 6 gennaio 2003 senza successo. Una settimana prima, era stato gran maestro di cerimonie del Tournament of Roses Parade (grande sfilata di carri e bande musicali a Pasadena, California) insieme ad Art Linkletter (conduttore per decenni di popolari programmi radiofonici e televisivi) e Bill Cosby.
Rogers morì la mattina del 27 febbraio 2003, a casa sua, con la moglie accanto, meno di un mese prima del suo 75º compleanno. La sua morte fece così notizia a Pittsburgh che l'intera prima pagina della Pittsburgh Post-Gazette, pubblicata il giorno dopo, fu dedicata a lui. Il Reverendo William P. Barker presiedette una commemorazione pubblica a Pittsburgh. Oltre 2 700 persone parteciparono alla commemorazione ad Heinz Hall (sala da concerti con 2 676 posti), fra cui il conduttore del programma mattutino Good Morning America David Hartman, Teresa Heinz Kerry, la filantropa Elsie Hillman, la Presidentessa della PBS Pat Mitchell, Marc Brown, il creatore di Arthur e l'autore-illustratore di The Very Hungry Caterpillar (Il bruco affamato, titolo di un libro, tradotto in 62 lingue e venduto in oltre 44 milioni di copie nel mondo) Eric Carle. Gli oratori ricordarono l'amore di Rogers verso i bambini, la devozione alla sua religione, il suo entusiasmo per la musica e le sue manie. Teresa Heinz Kerry disse di Rogers, "Non aveva un atteggiamento di superiorità, semplicemente ci coinvolgeva nella sua conversazione. Parlava a noi, come siamo veramente, non come desiderava che fossimo." Rogers è sepolto al Unity Cemetery a Latrobe.
L'episodio Blue's Clues di Our Neighborhood Festival fece una dedica a Rogers al termine dell'episodio. La dedica era del seguente tenore: "Un affettuoso ricordo di Fred Rogers. Il quartiere non sarà più lo stesso senza di te".

## Premi ed onorificenze

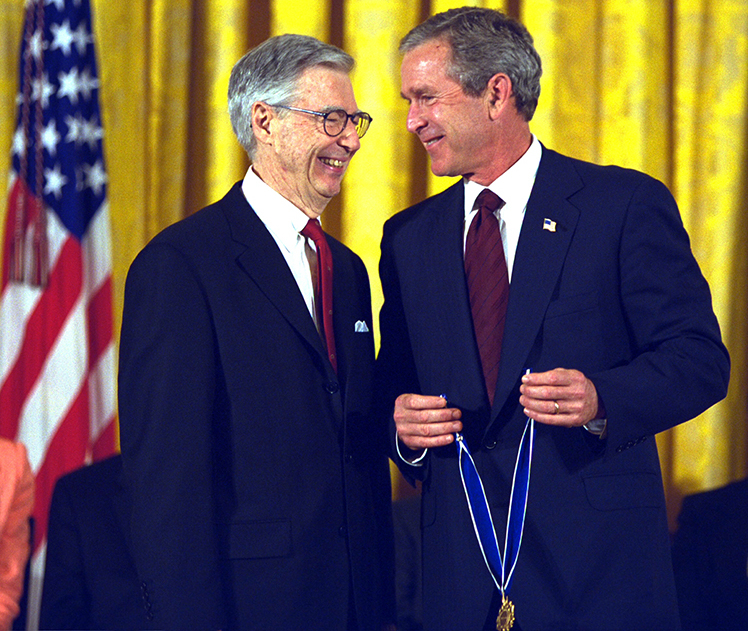
Rogers riceve la Medaglia presidenziale della libertà da George W. Bush nel 2002

A Capodanno 2004, Michael Keaton, che era stato macchinista in Mister Rogers' Neighborhood prima di diventare attore, presentò lo speciale della PBS TV Fred Rogers: America's Favorite Neighbor (Fred Rogers: il vicino preferito d'America). Fu diffuso su DVD il 28 settembre di quell'anno. Per distinguere quello che sarebbe stato l'ottantesimo compleanno di Rogers, la sua società di produzione sponsorizzò vari eventi per commemorarlo, fra cui "Won't You Wear a Sweater Day" (giorno del maglione), durante il quale ammiratori e vicini furono invitati ad indossare il loro maglione preferito per festeggiare. L'evento ha luogo ogni anno in occasione del suo compleanno, il 20 marzo.
Rogers ricevette il Premio Ralph Lowell (veterano della Prima Guerra Mondiale, banchiere e filantropo) nel 1975. Il settore televisivo onorò Rogers conferendogli il premio George Foster Peabody Award "come riconoscimento per i suoi 25 anni di bellissime giornate nel quartiere (neighborhood)" nel 1992; in precedenza, egli aveva condiviso un premio Peabody per Mister Rogers' Neighborhood nel 1968. Inoltre, nel 1992, fu introdotto come membro onorario nella Phi Mu Alpha Sinfonia Fraternity, la confraternita nazionale dei musicisti. Rogers era Patrono Nazionale della Delta Omicron, una confraternita internazionale di musicisti professionisti. Venne inserito nella Television Hall of Fame nel 1999. Uno dei suoi leggendari maglioni venne acquistato dalla Smithsonian Institution, che lo espone come "Tesoro della Storia Americana". Nel 2002, Rogers ricevette il premio PNC Commonwealth Award in Mass Communications.
Nel 1991, i Pittsburgh Penguins (la squadra di hockey su ghiaccio di Pittsburgh) nominarono Rogers il loro capitano-celebrità, nel corso di una celebrazione del 75º anniversario della National Hockey League, basandosi sul suo collegamento con la Pennsylvania e Pittsburgh. La figurina n. 297 della collezione platino prodotta nel 1992 dalla Pro Set relativa alla National Hockey League commemorò l'evento, facendo di Fred uno dei dodici capitani-celebrità scelti per una figurina sportiva.
George W. Bush gli conferì la Medaglia presidenziale della libertà nel 2002, per i suoi contributi all'educazione infantile, dicendo che: "Fred Rogers ha dimostrato che la televisione può calmare l'animo, nutrire lo spirito ed istruire i giovanissimi". Un anno dopo, il Senato degli USA approvò all'unanimità la Risoluzione 16 per commemorare la vita di Fred Rogers. Diceva, in parte, "Attraverso la sua spiritualità e la sua natura placida, il signor Rogers è stato in grado di raggiungere i bambini della nostra nazione e di incoraggiare ciascuno di loro a comprendere il ruolo importante che essi hanno nelle loro comunità e come membri delle loro famiglie. Ancora più importante, non ebbe paura di affrontare questioni spinose come la morte ed il divorzio ma piuttosto incoraggiò i bambini ad esprimere le loro emozioni in maniera sana e costruttiva, spesso fornendo una risposta semplice alle avversità della vita." Dopo la morte di Rogers, la Camera dei Deputati americana nel 2003 approvò all'unanimità la Risoluzione 111, onorando Rogers per il "suo leggendario servizio al fine di migliorare le vite dei bambini, il suo costante impegno per dimostrare il potere della compassione e la sua dedizione a diffondere la gentilezza con l'esempio".
Lo stesso anno, la Chiesa Presbiteriana approvò un discorso inaugurale "per dedicare del tempo alla commemorazione del Reverendo Fred M. Rogers" all'Assemblea Generale. La motivazione del riconoscimento di Rogers recita: "Il Reverendo Fred Rogers, membro del presbiterio (collegio degli anziani) di Pittsburgh, come conduttore di Mister Rogers' Neighborhood dal 1968, ebbe un grande impatto sulla vita di milioni di persone in tutto il Paese, attraverso il suo ministero per bambini e famiglie. Il signor Rogers promosse e sostenne valori cristiani nei mezzi di comunicazione di massa con la sua dimostrazione di amore incondizionato. Ci mancherà molto la sua capacità di comunicare con i bambini e di aiutarli a capire ed affrontare le questioni difficili della loro vita."
Nel 2003 gli fu dedicato dall'Unione Astronomica Internazionale l'asteroide 26858 Misterrogers, in un annuncio al Carnegie Science Center a Pittsburgh. Il centro scientifico operava con la Family Communications, Inc. di Rogers per produrre uno spettacolo nel planetario dedicato ai bambini di età prescolare intitolato "The Sky Above Mister Rogers' Neighborhood" (Il Cielo sopra il quartiere del Signor Rogers), che viene proiettato nei planetari di tutti gli Stati Uniti.
Molti edifici, monumenti, opere d'arte sono dedicati alla memoria di Rogers, compreso un murale sponsorizzato nel 2006 dallo Sprout Fund (associazione no profit volta ad aumentare il senso civico) con sede a Pittsburgh, "Interpretations of Oakland," di John Laidacker in cui viene rappresentato Mr. Rogers. Il Saint Vincent College (università fondata da un monaco benedettino bavarese) a Latrobe, Pennsylvania completò la costruzione del Centro Fred M. Rogers per l'istruzione di base ed i mezzi di comunicazione per l'infanzia nel 2008. La statua commemorativa di Fred Rogers nel quartiere North Shore vicino ad Heinz Field (stadio con 68 400 posti) a Pittsburgh fu creata da Robert Berks e inaugurata nel 2009. La statua fu collocata di fronte alla base rimasta del Ponte Manchester (ponte di ferro sul fiume Allegheny chiuso nel 1969) la quale venne pulita e scolpita in modo da piazzarvi la statua.
Nel 2015, alcuni giocatori della Altoona Curve (squadra di baseball di Altoona, in Pennsylvania), affiliata di Classe AA ai Pittsburgh Pirates (la squadra di baseball professionale di Pittsburgh) onorò Rogers indossando speciali magliette commemorative corrispondenti ad un facsimile stampato del suo classico completo di cardigan e cravatta. Dopo la partita, le magliette furono vendute all'asta ed il ricavato devoluto alla stazione locale della PBS, la WPSU-TV.